# Tokczin
Tokczin (ros. Токчин) – wieś w Rosji, w Kraju Zabajkalskim, w rejonie duldurgińskim, na terenie Agińskiego Okręgu Buriackiego. W 2010 liczyła 1210 mieszkańców.